# Christian Kiener
Pour les articles homonymes, voir Kiener.
Christian Kiener, né le 16 novembre 1807 à Hunawihr (Haut-Rhin) et mort le 23 mars 1896 à Paris, est un industriel du textile et un homme politique français. 
Il reprend et développe des usines textiles dans les Vosges dès 1837, à Monthureux-sur-Saône puis à Éloyes, et devient le premier président de la chambre de commerce et d'industrie du département, poste qu'il occupe de 1867 à 1877.  
Christian Kiener est successivement maire d'Éloyes, de 1861 à 1866, puis d'Épinal, de 1867 à 1871, avant d'être conseiller général des Vosges de 1871 à 1886 et sénateur des Vosges de 1882 à 1896. 

## Biographie
Chrétien Henry Kiener, dit Christian Kiener, est né au sein d'une vieille famille alsacienne et calviniste de l'union de Jean André Kiener, instituteur né à Riquewihr le 16 septembre 1764  et mort à Hunawihr  le 19 mai 1830, et de Marie Suzanne Flach, née à Riquewihr le 8 octobre 1764  et morte à Hunawihr le 4 mai 1852. 
En 1833, il épouse  à Riquewihr Louise Deckherr, originaire de la région de Montbéliard, née le 23 août 1814  et morte à Monthureux-sur-Saône le 10 avril 1880. Avec elle il aura six enfants dont trois survivront jusqu'à l'âge adulte :
- Juliette Kiener, née le 6 juillet 1834 et morte le 16 juin 1920, qui épousera l'industriel et homme politique  Édouard Bresson [1];
- Georgina Kiener , née le 3 juin 1837 et morte le 14 juillet 1908, qui épousera Gustave Martin ;
- Christian Roger Kiener , né à Monthureux-sur-Saône le 19 décembre 1845  et mort à Lausanne le 8 novembre 1904, qui prendra la direction de l'usine d'Éloyes à sa suite.

### Son entreprise
Directeur d'une centaine de métiers à tisser en Alsace avec son frère Jean-André, il achète une importante filature à Monthureux-sur-Saône en 1837 avec le Mulhousien Grimm. Il rachète les parts de son associés en 1839 et sa société compte 150 employés dans les années 1850. L'histoire de cette filature et de la descendance de Christian Kiener a fait l'objet d'un grand spectacle vivant, "La fleur du destin", à Monthureux-sur-Saône en août 2010 et en juillet/août 2011. Sa filature brûle en 1858 et la vend à son beau-fils, Édouard Bresson.
Il devient manufacturier à Éloyes en 1856 puis crée une maison à Épinal. En 1877, il forme une société avec son fils nommée "Christian Kiener et fils" et en 1890, il construit une filature près de son tissage. Il est élu en mai 1867, membre de la Chambre de Commerce des Vosges créée par décret du 13 décembre 1866 et immédiatement nommé président de la Chambre de Commerce des Vosges  jusqu'en 1877, remplacé par Théodore Boucher, un industriel papetier, père d'Henry Boucher.

### Son engagement politique
Conseiller municipal puis adjoint au maire de Monthureux-sur-Saône jusqu'en 1858. Il est maire d'Éloyes de 1861 à 1866 puis maire d'Épinal en janvier 1867 comme un profond partisan de l'Empire.
Il est maire d'Épinal pendant l'invasion prussienne de 1870 et préside à l'administration du chef-lieu du département des Vosges, ses capacités en allemand lui permettant de discuter plus facilement avec l'occupant. 
En 1871, il recueille sans être candidat 12 555 voix arrivant à la 16e place, et n'est donc pas élu. Il est aussi battu aux municipales de la même année face aux républicains. Il parvient cependant à être conseiller général des Vosges pour le canton de Monthureux-sur-Saône, de 1871 à 1874 comme conservateur libéral puis rallié à la République. Il échoue cette année contre un autre conservateur qui meurt en 1877 et Kiener reprend son siège jusqu'en 1886 où il laisse son siège à son petit-fils, André Bresson.
Il est présenté en janvier 1882 comme candidat républicain pour les sénatoriales en remplacement de Claude Claudot en tant que candidat de la Plaine mais celui-ci habite Épinal et nombre de militants et d'électeurs le refusent préférant deux autres républicains. Kiener est élu de justesse avec 51 % des voix. Au Sénat, il siège à gauche et se fait remarquer pour ses compétences industrielles et intervient sur des questions commerciales. En 1891, Kiener se représente malgré les réticences du parti républicain en raison de son âge mais il est facilement réélu avec 66 % des voix. Il n'intervient cependant plus au Sénat et meurt à Paris en 1896, doyen des sénateurs. 